# Эз-Завия
Эз-Зави́я (араб. الزاوية‎)  — город в Ливии.
Население — 186 тысяч жителей (2005), 7-й по величине город страны.
Город располагается на северо-западе Ливии, на средиземноморском побережье, в 40 километрах к западу от Триполи. Административный центр одноименного района.
Во время гражданской войны в Ливии подвергся сильным разрушениям.